# Escuela normal (película)
Escuela Normal es una película documental argentina dirigida por Celina Murga que se estrenó en 2012 y ganó la mención especial del Premio Caligari, que da un jurado independiente a la mejor película de la exigente sección Fórum en el 62° Festival Internacional de Cine de Berlín.

## Producción
Este documental es acerca de los alumnos secundarios de la Escuela Normal 5 de Paraná, que actualmente tiene un total de 1.600 niños y jóvenes entre jardín de infantes, primaria y secundaria, la primera de su tipo fundada por Domingo Faustino Sarmiento con la idea de formar maestros para el país. Explicó la directora que "En un país que recibía tanta inmigración, Sarmiento creía que había que normalizar la educación para formar a un ciudadano argentino. Su idea era estandarizar la enseñanza y la educación para darles a todos las mismas herramientas para poder vivir en sociedad". La película enfoca  en particular cómo se involucran políticamente para mejorar su futuro, para lo cual registró durante un año la vida cotidiana de los alumnos secundarios de esta escuela y asistió a sus discusiones, en especial al período de la campaña y la elección del nuevo presidente del centro de estudiantes.
La directora ya había demostrado su interés por los niños y los adolescentes en sus producciones anteriores Ana y los otros (2003) y Una semana solos (2007) y para este filme se inspiró en la película francesa Ser y tener, donde su director Nicolás Philibert registraba la conducta y la forma de vida de los niños alumnos y de un extraordinario profesor en una escuela primaria francesa.
Celina Murga declaró: "Tengo un interés marcado por la juventud y la niñez, tenía la inquietud de volver a la escuela y poder observar qué está pasando hoy en las aulas", agregando que para este filme siguió la línea de Philibert de "plantar la cámara y esperar con paciencia a que la realidad se manifestara, pero con la idea de buscar cierta sensación de ficción en la puesta en escena. Sentí que debía haber más acción, dinamismo y más velocidad, un tempo que tuviera que ver con la pasión de los chicos por la política".
La directora, que es egresada de esa misma institución, dijo en la misma entrevista que su intención era "mostrar el ciclo de la vida y los procesos humanos atravesados por la escuela. Quería ver cómo se forman en las aulas esas personas del futuro. Es una reflexión sobre ese ciclo y la importancia de la escuela en la formación de esas personas…"Siento que muchas veces los adultos piensan que los jóvenes no tienen motivaciones ni se comprometen. Sin embargo, me encontré con que todos estos jóvenes que tienen voluntad, compromiso y pasión por hacer política, tomar las riendas de su futuro, ensayar cómo ser buenos ciudadanos y qué hacer por el bien de todos".
Algunos momentos destacables son la escena en la cual los alumnos ponen en duda una parte del Preámbulo de la Constitución en la que se menciona a Dios, y una compañera afirma que "no todos somos católicos" en la Argentina, u otra parte cuando varios jóvenes discuten entre sí sobre la necesidad o no de que existan leyes que regulen la vida en sociedad.